# Municipio de Santo Tomas Chichicastenango
Municipio de Santo Tomas Chichicastenango är en kommun i Guatemala.   Den ligger i departementet Departamento del Quiché, i den sydvästra delen av landet, 70 km nordväst om huvudstaden Guatemala City.